# ولکسیتسه
ولکسیتسه (به چکی: Vlksice) یک منطقهٔ مسکونی در جمهوری چک است که در شهرستان پیسک واقع شده‌است.
 ولکسیتسه ۸٫۳۷ کیلومتر مربع مساحت و ۱۴۰ نفر جمعیت دارد و ۴۷۵ متر بالاتر از سطح دریا واقع شده‌است.